# Akcze

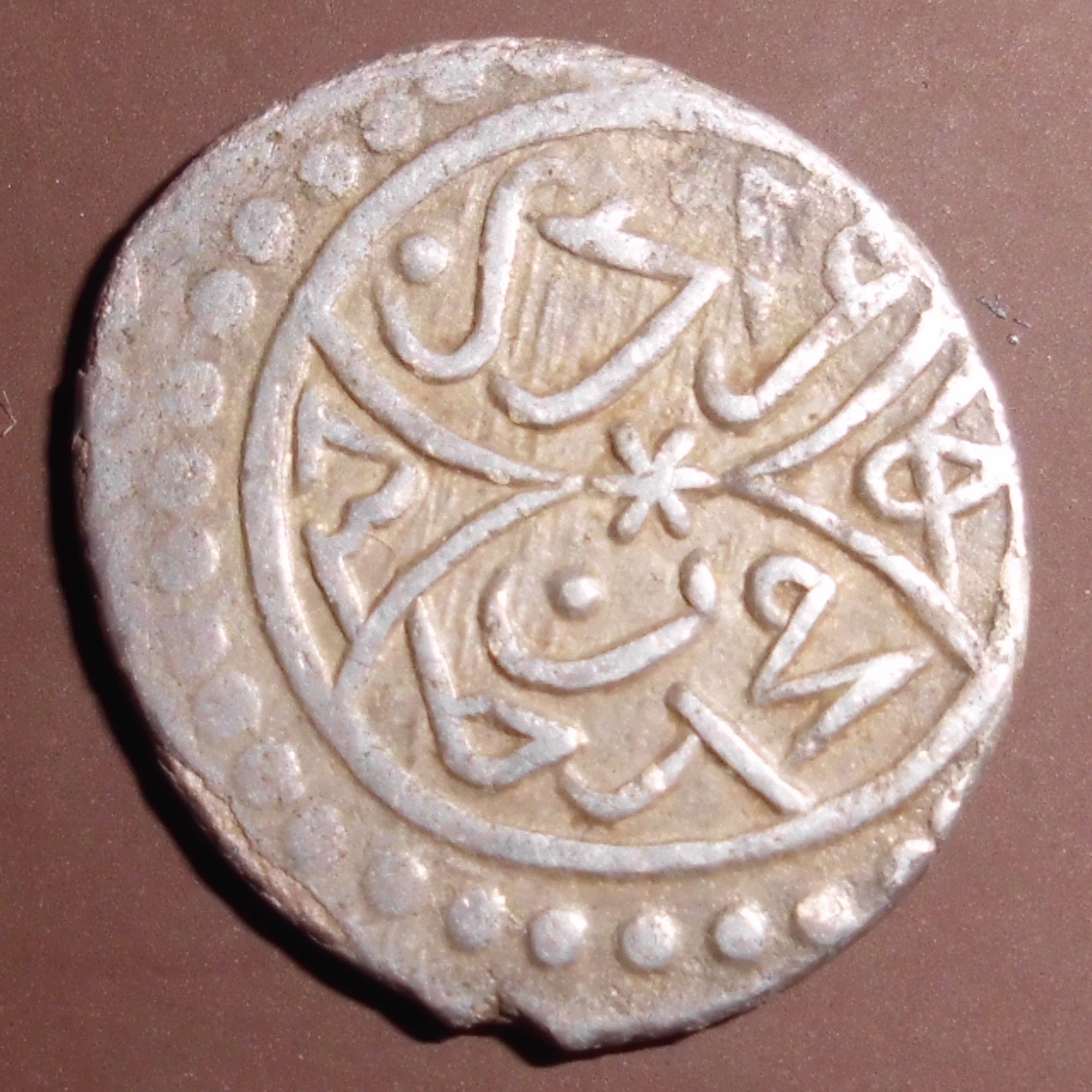
Akcze sułtana Murada II z 1430 r.

Akcze (tur. akçe) – srebrna moneta osmańska będąca w obiegu od XIV do XIX wieku. 
Wzorowano ją na trapezunckim asprze, z nazwą o podobnym źródłosłowie (dosł. „białawy” od barwy metalu). Pierwsze akcze za sułtana Orchana bito po zdobyciu przez Osmanów Bursy w 1326. 
Na początku XV wieku waga monety wynosiła 0,85 g srebra, a na popularny wśród Turków wenecki cekin w połowie tego stulecia przypadało 44 akcze. Wskutek postępującego spadku zawartości kruszcu wartość jej jednak stopniowo malała, tak że ok. 1585 stosunek ten wynosił 1:120, a na początku XVIII stulecia – ponad 400 akcze na cekin. Ostatnia znana emisja tej monety datowana jest na rok 1251 ery muzułmańskiej (tj. 1835/1836).  
Na jej wzór w XV wieku wprowadzono miedzianą monetę mołdawską (akcea) o wadze 5 gramów.